# باتريك فينتسك
باتريك فينتسك (بالألمانية: Patrick Wiencek) مواليد 22 مارس 1989 في دويسبورغ، ألمانيا، هو لاعب كرة يد ألماني يلعب كمحور. يلعب حاليا مع نادي كيل لكرة اليد ويحمل الرقم 17. مثل منتخب ألمانيا لكرة اليد. شارك في دورة الألعاب الأولمبية الصيفية سنة 2016.

## المسيرة الاحترافية
لعب مع نادي دويسبورغ في سنة 2006، ثم لعب مع نادي برقيشر لكرة اليد في الدوري الألماني في موسم 2007–2008، ثم لعب مع نادي غومرسباخ لكرة اليد من سنة 2010 إلى 2012، ثم لعب مع نادي كيل لكرة اليد في الدوري الألماني في سنة 2012.

## سجل المنافسة
شارك في البطولات التالية:
- بطولة العالم لكرة اليد للرجال 2015
- الألعاب الأولمبية الصيفية 2016

## الإنجازات
- كرة اليد في الألعاب الأولمبية الصيفية:
  -  برونزية: كرة اليد في الألعاب الأولمبية الصيفية 2016 – مسابقة الرجال

## روابط خارجية
- باتريك فينتسك على موقع الاتحاد الأوروبي لكرة اليد (الإنجليزية)
- باتريك فينتسك على موقع نادي كيل لكرة اليد (الألمانية)
- باتريك فينتسك على موقع أوليمبيديا (الإنجليزية)
- باتريك فينتسك على موقع اللجنة الأولمبية الألمانية (الألمانية)